# Amauris aurivilliana
Amauris aurivilliana är en fjärilsart som beskrevs av Felix Bryk 1937. Amauris aurivilliana ingår i släktet Amauris och familjen praktfjärilar. Inga underarter finns listade i Catalogue of Life.